# Železná
Železná är en ort i Tjeckien.   Den ligger i regionen Mellersta Böhmen, i den centrala delen av landet, 25 km väster om huvudstaden Prag. Železná ligger 391 meter över havet och antalet invånare är 241.
Terrängen runt Železná är platt åt nordost, men åt sydväst är den kuperad. Terrängen runt Železná sluttar söderut. Runt Železná är det ganska tätbefolkat, med 83 invånare per kvadratkilometer. Närmaste större samhälle är Kladno, 15,3 km norr om Železná. I omgivningarna runt Železná växer i huvudsak blandskog.